# Jenthe Biermans
Jenthe Biermans (Geel, 30 oktober 1995) is een Belgisch wielrenner die sinds 2023 rijdt voor Arkéa-Samsic.

## Carrière
Als junior wist Biermans nationaal kampioen te worden, de Ronde van Vlaanderen te winnen en ereplaatsen te verzamelen in onder meer de Driedaagse van Axel en de Keizer der Juniores.  In 2015 werd hij tweede in zowel Parijs-Roubaix voor beloften als op het nationale beloftenkampioenschap op de weg. Vanwege onder meer een nieuwe tweede plaats in de beloftenversie van Parijs-Roubaix in 2016 mocht Biermans vanaf eind juli stage lopen bij Wanty-Groupe Gobert. Zijn eerste profcontract tekende hij echter bij Team Katjoesja Alpecin. Zijn debuut maakte hij in de Ster van Bessèges, waarin hij in de tweede etappe zijn ploeggenoot Alexander Kristoff naar de winst hielp.

## Overwinningen
2010
Antwerps kampioen op de weg, Nieuwelingen
Zwevezele Koers (nieuwelingen)
2011
Antwerps kampioen tijdrijden, Nieuwelingen
Vlaams kampioen op de weg, Nieuwelingen
2013
Antwerps kampioen op de weg, Junioren
 Belgisch kampioen op de weg, Junioren
Ronde van Vlaanderen, Junioren
2015
 Belgisch kampioen op de weg, Beloften
Grembergen-Dendermonde (geen UCI-overwinning)
2016
Begijnendijk (geen UCI-overwinning)
2022
Tussensprintklassement Maryland Cycling Classic
2023
Muscat Classic
2e etappe Ronde van Luxemburg
2024
Route Adélie de Vitré

## Resultaten in voornaamste wedstrijden
| Jaar | Ronde van Italië | Ronde van Frankrijk | Ronde van Spanje |
| ---- | ---------------- | ------------------- | ---------------- |
| 2017 |                  |                     |                  |
| 2018 |                  |                     |                  |
| 2019 | 117e             |                     |                  |
| 2020 |                  |                     |                  |
| 2021 |                  |                     |                  |
| 2022 | 123e             |                     |                  |
| 2023 |                  | 128e                |                  |
| 2024 | opgave           |                     |                  |
| 2025 |                  |                     |                  |

| Jaar | Milaan-San Remo | Gent-Wevelgem | Ronde van Vlaanderen | Parijs-Roubaix | Amstel Gold Race | Waalse Pijl |
| ---- | --------------- | ------------- | -------------------- | -------------- | ---------------- | ----------- |
| 2017 |                 |               |                      | 96e            | opgave           | 116e        |
| 2018 |                 | 130e          |                      | 47e            | opgave           |             |
| 2019 |                 |               | opgave               | opgave         | opgave           |             |
| 2020 |                 |               |                      |                |                  |             |
| 2021 |                 |               | 26e                  | 47e            | opgave           |             |
| 2022 |                 | opgave        |                      | 36e            |                  | opgave      |
| 2023 | 59e             | 87e           | opgave               | 51e            |                  |             |
| 2024 |                 |               |                      | 23e            |                  |             |
| 2025 |                 |               |                      | 38e            |                  |             |

## Ploegen
- 2013 –  Kon. Balen BC vzw
- 2014 –  Development Team Giant-Shimano
- 2015 –  SEG Racing
- 2016 –  SEG Racing Academy
- 2016 –  Wanty-Groupe Gobert (stagiair vanaf 29-7)
- 2017 –  Team Katjoesja Alpecin
- 2018 –  Team Katjoesja Alpecin
- 2019 –  Team Katjoesja Alpecin
- 2020 –  Israel Start-Up Nation
- 2021 –  Israel Start-Up Nation
- 2022 –  Israel-Premier Tech
- 2023 –  Arkéa-Samsic
- 2024 –  Arkéa-B&B Hotels
- 2025 –  Arkéa-B&B Hotels

Bertilsson · Biermans · Brockhoff · Frame · van der Haar · Haugaard · Ludvigsson · Pölder · Rask · Schachmann · Janssen (stagiair)
van den Berg · Biermans · Bokeloh · Bouwman · Bovenhuis · van Dongen · Gunst · Havik · Jakobsen · Jiang · Klaris · Lammertink · Leemans · Loh · McCarthy · Peters
Ariesen · van den Berg · Biermans · Evensen · Jakobsen · Jiang · de Jong · Klaris · Kooistra · Maddux · Norsgaard · Ovett · Schultz · Detant (stagiair)
Belkov · Biermans · Bystrøm · Gonçalves · Haller · Hollenstein · Kišerlovski · Koeznetsov · Kotsjetkov · Kristoff  · Lammertink · Losada · Machado · Mamykin · Martin   · Mathis · Mørkøv · Planckaert · Politt · Restrepo · Špilak · Taaramäe · Vicioso · Würtz Schmidt · Zabel · Zakarin · Havik (stagiair)
Belkov · Biermans · Boswell · Cras · Dowsett · Fabbro · Gonçalves · Haas · Haller · Hollenstein · Kittel · Kišerlovski · Koeznetsov · Kotsjetkov · Lammertink · Machado · Martin · Mathis · Planckaert · Politt · Restrepo · Smit · Špilak · Würtz Schmidt · Zabel · Zakarin
Battaglin · Biermans · Boswell · Cras · Debusschere · Dowsett · Fabbro · Gonçalves · Guerreiro · Haas · Haller · Hollenstein · Kittel · Koeznetsov · Kotsjetkov · Navarro · Politt · Smit · Špilak · Strachov · Tanfield · Würtz Schmidt · Zabel · Zakarin
Badilatti · Barbier · Biermans · Boivin · Brändle · Cataford · Cimolai · Dowsett · Einhorn · Goldstein · Greipel · Hermans · Hofstetter · Hollenstein · Martin · McCabe · Navarro · Neilands · Niv · Piccoli · Politt · Räim · Renard · Sagiv · Schelling · Sutherland · Vahtra · Van Asbroeck · Würtz Schmidt · Zabel
Barbier · Berwick · Bevin · Biermans · Boivin · Brändle · Cataford · Cimolai · De Marchi · Dowsett · Einhorn · Froome · Goldstein · Greipel · Hagen · Hermans · Hofstetter · Hollenstein · Impey · Jones vanaf 1 juli · Martin · Neilands · Niv · Piccoli · Renard · Sagiv · Vahtra · Van Asbroeck · Vanmarcke · Woods · Würtz Schmidt · Zabel
Barbier · Berwick · Bevin · Biermans · Boivin · Brändle · Cataford · Clarke · De Marchi · Dowsett · Einhorn · Froome · Fuglsang · Goldstein · Hagen · Hermans · Hollenstein · Houle · Impey · Jones · Neilands · Niv · Nizzolo · Piccoli · Sagiv (tot 3/8) · Strong · Teuns (vanaf 5/8) · Van Asbroeck · Vanmarcke · Woods · Würtz Schmidt · Zabel · Riccitello (stagiair)
Barguil · Barré · Biermans · Bouet · Bouhanni · Capiot · Champoussin · Costiou · Dekker · Delaplace · Démare (vanf 1/8) · Edet · Gesbert · Grondin · Guernalec · Guglielmi · Hofstetter · Le Berre · Ledanois · Louvel · McLay · Mozzato · Owsian · Pichon · Ponomar (tot 31/7) · Ries · Riou · Rodríguez · Russo · Vauquelin · Verre · Dauphin (stagiair) · Gillet (stagiair) · Tjøtta (stagiair)
Albanese · Barré · Biermans · Capiot · Champoussin · Costiou · Dekker · Delaplace · Démare · García Pierna · Gesbert · Grondin · Guernalec · Guglielmi · Huys · Le Berre · Ledanois(tot 15/8) · Louvel · McLay · Mozzato · Owsian · Ries · Riou · Rodríguez · Scotson · Sénéchal · Thierry (vanaf 1/9) · Vauquelin · Venturini · Verre
Biermans · Capiot · Costiou · Delaplace · Démare · Epis · García Pierna · Gesbert · Grondin · T. Guernalec · V. Guernalec · Guglielmi · Huys · Le Berre · Lozouet · Mozzato · Ries · Rodríguez · Rouland · Scotson · Sénéchal · Svestad-Bårdseng · Thierry · Tjøtta · Vauquelin · Venturini · Verre